# Desiderato di Verdun
Desiderato, o Desiderio di Verdun (in francese: Désiré de Verdun, anche Didier; 480 circa – 8 maggio 554), è stato vescovo di Verdun in Francia dal 529 al 554.
È venerato come santo cattolico e la sua festa ricorre il 23 agosto.

## Biografia
Desiderato era un membro dell'aristocratica famiglia gallo-romana dei Syagrii, figlio di Gundobaudo di Borgogna e padre di San Siagrio di Autun.  Il nome della moglie di Desiderato è sconosciuto; si dice che fosse "una nobile donna di Tolosa", forse una figlia del re vandalo Gesalico. Secondo alcune fonti ebbero quattro figli: Gondoaldo, conte di Meaux, Siagrio, vescovo di Autun, Didier, duca di Tolosa, e Salvio, vescovo di Albi.
Gregorio di Tours racconta che il re dei Merovingi, Teoderico I, "aveva fatto molto male a Desiderato" e lo aveva fatto torturare, destituire e costringere a fuggire. Quando tornò, trovò che il popolo era stato impoverito. Desiderato sollecitò un prestito dal figlio e successore di Teoderico, Teodeberto I, promettendo di restituirlo quando gli affari fossero stati ripristinati. Teudeberto prestò a Desiderato settemila pezzi d'oro. Quando Desiderato andò a restituire il denaro, Teudeberto rifiutò dicendo: "Mi basta che, quando hai chiesto un prestito, coloro che erano poveri e in grave difficoltà siano tornati a prosperare".
Desiderato "fu ucciso da Sirivaldo, per motivi di rivalità e vendetta. Successivamente, il figlio di Desiderato, Siagrio, organizzò una spedizione punitiva nel 554 per assassinare Sirivaldo in una villa. Dopo aver ucciso per errore una prima persona, tornarono indietro e portarono a termine la loro missione.